# Мианвали (округ)
Мианвали (урду ضِلع مِيانوالى‎, англ. Mianwali District) — один из 36 округов пакистанской провинции Пенджаб. Административный центр — город Мианвали.

## География
Мианвали граничит с округом Бхаккар на юге, с округами Дера-Исмаил-Хан, Лакки-Марват и Карак на западе, с округами Кохат и Атток на севере, с округами Чаквал и Хушаб на востоке.

## Техсилы
Миянвали занимает площадь 5840 км² и разделен на три техсила:
- Мианвали
- Исахель
- Пиплан